# Mulo
Mulo ist ein osttimoresischer Suco im Verwaltungsamt Hatu-Builico (Gemeinde Ainaro).

## Geographie

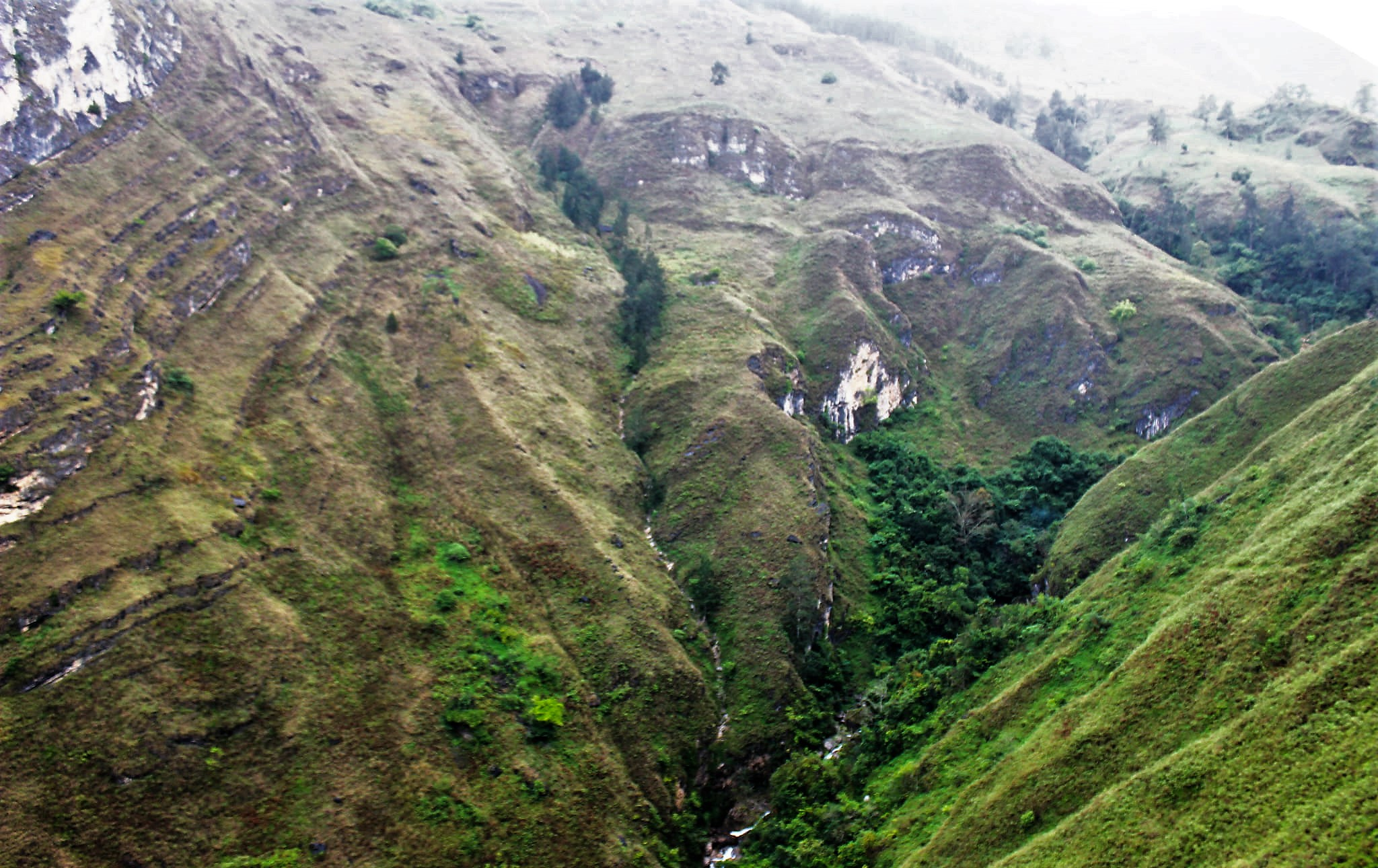
Das Tal bildet die Grenze zwischen den Aldeias Mulo und Tatiri. In der Talsohle befindet sich der Wasserfall Tatrof Bohah Baliza

Mulo befindet sich im Nordosten des Verwaltungsamtes Hatu-Builico. Im Westen und Nordwesten liegt der Suco Nuno-Mogue und im Südosten der Suco Mauchiga. Im Norden und Nordosten grenzt Mulo an das Verwaltungsamt Maubisse mit seinen Sucos Horai-Quic und Aituto. Der Belulik entspringt im südlichen Grenzgebiet zu Aituto und bildet auch größtenteils den Grenzfluss zu Mauchiga. In ihn münden der im Norden von Mulo entspringende Dare und der Tolemau (Telemau). Der Tolemau folgt dem Großteil der Grenze zu Nuno-Mogue. Der Dare durchquert den ganzen Suco Mulo. Die Berge im Suco erreichen Höhen über 2000 m, während das Land im Süden in Richtung Belulik auf unter 1000 m fällt. Der Suco Mulo hat eine Fläche von 46,65 km² und teilt sich in die Aldeias acht Aldeias Aituto, Bleheto (Blehito), Hautio (Haotio), Mano-Mera (Manumera, Manumeran, Manumerah), Maulahulo (Mauluhulu, Maulohulu, Maulahulu), Mulo, Queorudo (Keorudu) und Tatiri. Die Grenze zwischen den Aldeias Mulo und Tatiri bildet ein Tal, das der Dare in die Berge geschnitten hat. Hier befindet sich der Wasserfall Tatrof Bohah Baliza (08° 55′ 50″ S, 125° 33′ 40″ O). Zwischen den Sucos Mulo und Aituto ergießt sich der Aituto-Wasserfall in den Ponor Ersalibuti (08° 53′ 44″ S, 125° 35′ 23″ O).
Die Überlandstraße von Ainaro im Süden nach Dili im Norden führt parallel zum Belulik durch den Süden von Mulo. An ihr befindet sich im Osten das Dorf Hautio, mit dem Sitz des Sucos, einem kommunalen, medizinischen Zentrum und dem Markt von Aituto Rina. Folgt man der Straße weiter nach Nordosten, kommt man zum Dorf Aituto, mit einer Grundschule und dem Friedhof von Aituto. Weitere Dörfer im Nordosten sind Mano-Mera mit der Kapelle von Mano-Mera und Maulahulo mit einem Hospital und einer Grundschule.
An der Überlandstraße in Richtung Südwesten folgen nach Hautio die Dörfer Tatiri Baru mit einer Grundschule, Dare (auch Mulo genannt) mit Friedhof und evangelischer Kapelle, Dare Boetua mit der Grundschule und Suruhati (Surhati) mit dem „Großen Friedhof“. Die Grundschule von Dare Boetua hat eine Schulpartnerschaft mit der Korowal School im australischen Hazelbrook/Blue Mountains City.
Nördlich von Tatiri Baru befindet sich das Dorf Tatiri Lama im Zentrum des Sucos. Im Nordwesten liegen das Dorf Queorudo und der von drei Seiten von Nuno-Mogue umschlossene Weiler Bleheto.

## Einwohner

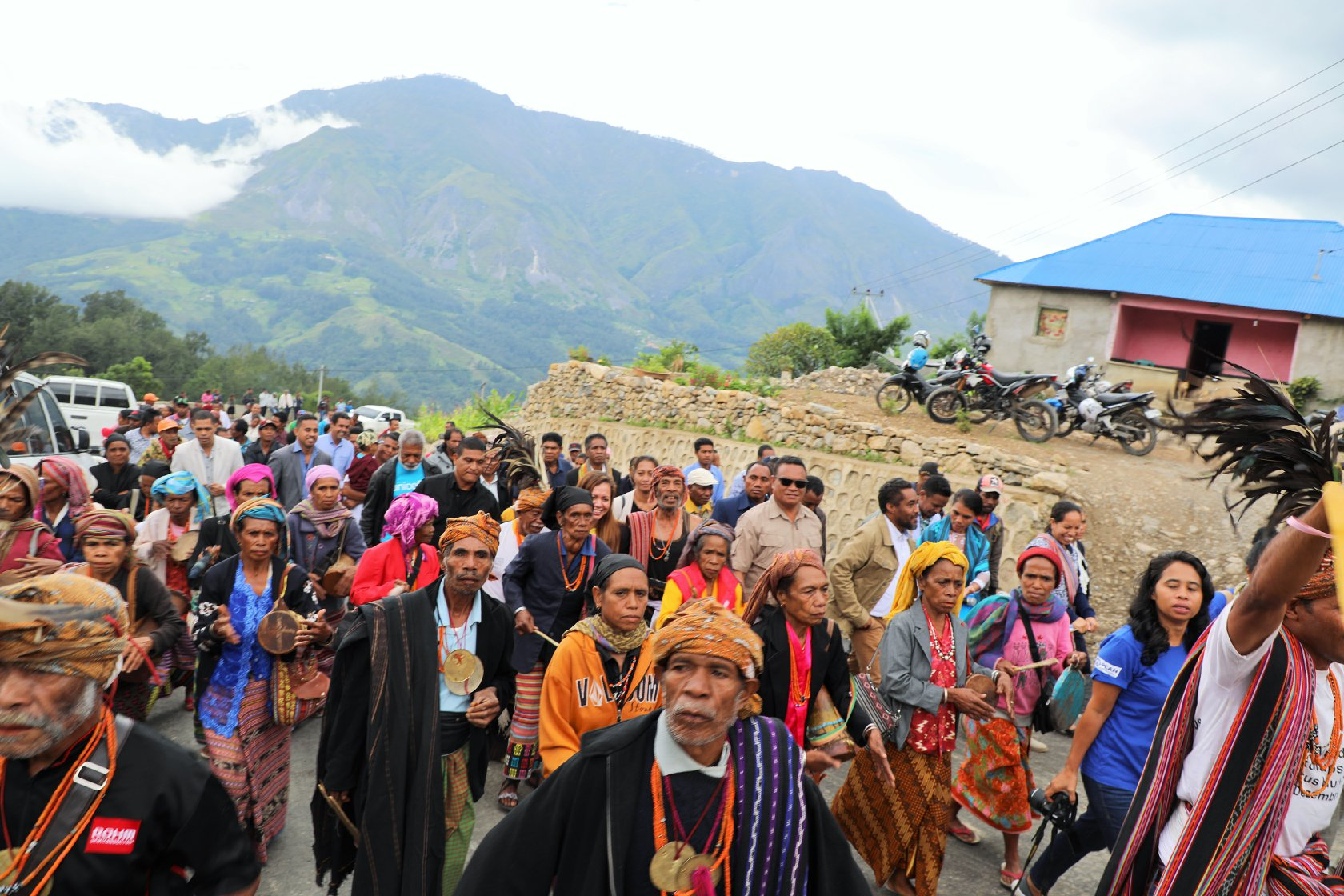
Einwohner von Hautio im Suco Mulo (2019)

Im Suco leben insgesamt 6.718 Menschen (2022), davon sind 3.403 Männer und 3.315 Frauen. Im Suco gibt es 1.055 Haushalte. Etwa 85 % der Einwohner geben Mambai als ihre Muttersprache an. Etwa 15 % sprechen Tetum Prasa.

## Geschichte

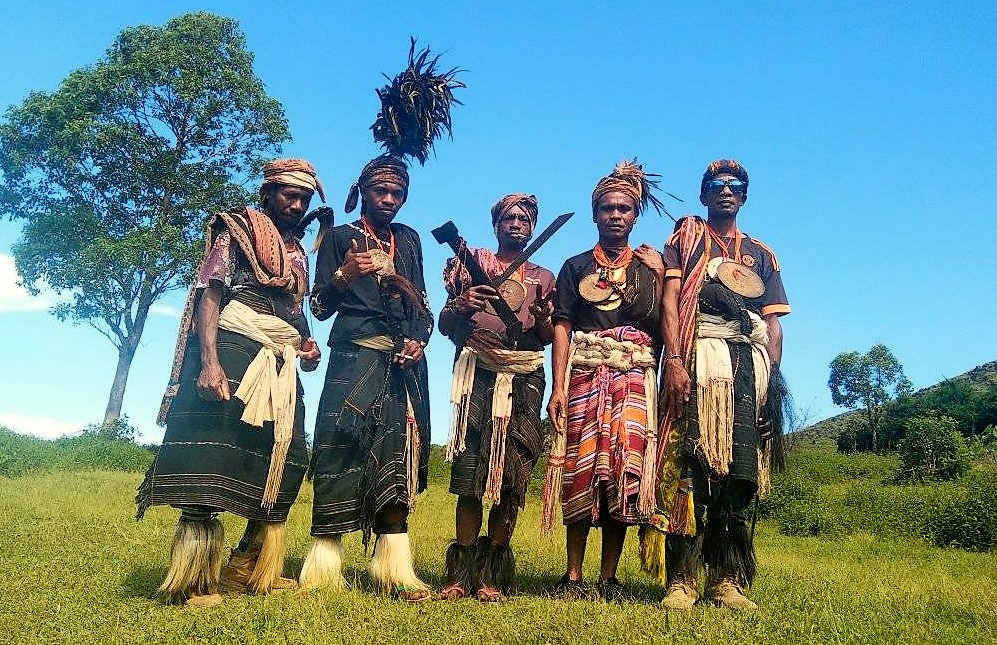
Männer aus Tatiri in traditioneller Tracht (2023)

Die Region war Operationsgebiet der FALINTIL, die gegen die indonesischen Invasoren kämpfte. Am 20. August 1982 griffen FALINTIL-Kämpfer, unterstützt von Bewohnern Mauchigas und Dares, die Koramil in Dare und Koramil und Polizei in Hatu-Builico an. Dies war Teil des Cabalaki-Aufstands bei dem mehrere indonesische Stützpunkte in der Region gleichzeitig attackiert wurden. Die Indonesier schickten sofort Truppen in die Region. In Dare wurden Häuser niedergebrannt, Schulen geschlossen und Frauen und Kinder dazu gezwungen Wache in Militärposten zu halten. Außerdem kam es zu Zwangsumsiedlungen, Brandschatzung, Plünderungen und Vergewaltigungen. Die Militärposten wurden in jeder Aldeia der Region errichtet, dazu kamen acht Gemeindeposten um Dare herum. FALINTIL-Kämpfer und ein Großteil der Bevölkerung flohen aus dem Gebiet.
Beim Unabhängigkeitsreferendum in Osttimor 1999 versuchten mehrere Dutzend pro-indonesische Milizionäre mit vorgehaltenen Waffen die Bewohner Mulos von der Abgabe ihrer Stimme abzuhalten. Die Dorfbewohner wählten trotzdem. Daraufhin brannten die Milizionäre 90 % der Häuser nieder und töteten eine unbekannte Anzahl von Dorfbewohnern.
Der Sitz des Verwaltungsamtes befand sich 2014 noch in Mulo. Inzwischen liegt er im Ort Hatu-Builico (Suco Nuno-Mogue).

## Politik
Bei den Wahlen von 2004/2005 wurde Antoneto C. Faleiro zum Chefe de Suco gewählt. Bei den Wahlen 2009 gewann José Florindo Andrade und wurde 2016 in seinem Amt bestätigt.